# Ligue féminine de football professionnel
Ne doit pas être confondu avec Ligue de football professionnel (France).
La Ligue féminine de football professionnel (LFFP) est une association loi de 1901 qui assure la gestion des activités du football professionnel en France.
Elle est placée sous la tutelle de la Fédération Française de Football.
La LFFP est chargée de l’organisation des Championnats d'Arkema Première Ligue et de la Seconde Ligue, ainsi que la négociation et l’attribution des droits télévisuels.
Depuis juillet 2024, son Président est Jean-Michel Aulas.

## Historique
La création de la LFFP a été officiellement dévoilée le 29 avril 2024 et voit officiellement le jour le 1er juillet 2024. Jusqu'à cette date, la FFF assurait l'organisation des compétitions nationales sur le territoire français.
Son premier président est l'ancien président de l'Olympique lyonnais, Jean-Michel Aulas, désigné par le comité exécutif de la FFF.
En marge de la création de la ligue professionnelle, les deux premières divisions sont également renommées: Arkema Première Ligue et Seconde Ligue. De plus, l'Arkema Première Ligue passera dès la saison 2026-2027 à 14 clubs, au lieu des 12 précédemment.

## Missions
Les missions de la LFFP sont les suivantes:
- Accompagner la professionnalisation des joueuses, contribuer à l’accompagnement et la structuration des clubs ;

- Organiser et développer les compétitions féminines professionnelles en France (Arkema Première Ligue, Seconde Ligue), renforcer l’attrait du championnat ;

- Représenter les intérêts du football féminin auprès des institutions, partenaires, médias et supporters ;
- Renforcer l’attrait du football féminin auprès des spectateurs et spectatrices, des licenciées et futures licenciées ;
- Développer les ressources financières de la LFFP, des clubs et franchir un cap dans la rémunération des joueuses.

### Identité visuelle

Logo actuel depuis le 29 avril 2024.

## Fonctionnement

### Le Président
Le Président préside, sauf empêchement, les réunions du Bureau, du Conseil d’Administration et de l’Assemblée de la LFFP. 
Il dispose des pouvoirs les plus étendus pour représenter la LFFP et prendre des engagements dans les actes de la vie civile, dans ses rapports avec les tiers et dans ses relations avec les instances sportives.
Le Président s'appuie sur un directeur général. 

### Conseil d'administration
La LFFP est administrée par un Conseil d’Administration.
Le Conseil d’Administration se réunit une fois par trimestre. Il se réunit aussi chaque fois qu’il est convoqué par le Président de la LFFP.  

### Assemblée Générale
L’Assemblée Générale ordinaire définit, oriente et contrôle la politique générale de la LFFP. Elle est également compétent pour procéder à la répartition des droits audiovisuels entre la D1 et la D2.
Elle se réunit de manière ordinaire au moins deux fois par an.
L’Assemblée Générale extraordinaire est uniquement compétente pour décider de la modification des statuts de la LFFP.  Toute décision de l’Assemblée Générale extraordinaire doit être prise à la majorité des 2/3 des suffrages. 
L’Assemblée Générale se compose des membres suivants : 
1. Les représentants des clubs de football francais, à hauteur d’un représentant par club
2. Un représentant désigné par la Fédération Francaise de Football ;
3. Un représentant des joueuses professionnels
4. Un représentant des entraineurs professionnels ;
5. Un représentant des arbitres ;
6. Un représentant des personnels administratifs des clubs professionnels
7. Un représentant des médecins de clubs professionnels

Les représentants des Clubs de D1 disposent davantage de voix que les réprésentants des Clubs de D2.

## Présidents
| #  | Nom               | Début          | Fin | Fonction                                                 |
| -- | ----------------- | -------------- | --- | -------------------------------------------------------- |
| 01 | Jean-Michel Aulas | 1 juillet 2024 |     | président de la Ligue Féminine de Football professionnel |